# Escuela de Protección Civil
La Escuela de Protección Civil (EPC) es una institución franco-peruana que promueve, genera e impulsa capacidades en gestión de riesgos ambientales y sociales, formando instituciones públicas y empresas privadas.
Fue creada en 1995 como un programa de la institución francesa Pompiers sans Frontières (Bomberos Sin Fronteras Francia) para la investigación, sistematización, difusión, formación y capacitación sobre gestión de riesgos sociales y ambientales que pueden perturbar los procesos de desarrollo social y económico. 
Oficializada en el 2008 como una institución franco-peruana de carácter educativo y sin fines de lucro, la Escuela de Protección Civil ha desarrollado productos técnicos operando en los diversos proyectos y servicios además de sus actividades de educación continua. 
Del 1995 al 2012, la Escuela desarrolla productos técnicos académicos y operativos para los proyectos de Pompiers Sans Frontières y para proyectos en el ámbito de Cooperación Técnica Internacional. 
En la última década, la Escuela se ha especializado en el desarrollo de capacidades en el sector privado. 
La Escuela de Protección Civil es una estructura móvil que interviene principalmente en el territorio andino.

## Misión
La Escuela de Protección Civil promueve que las actividades de desarrollo económico público y privado gestionen eficaz y eficientemente los riesgos sociales y ambientales a las que están vinculadas a través de la aplicación oportuna e integral de los conocimientos, competencias, actitudes y valores de reducción de riesgos. 

## Ámbitos de intervención
A través de sus actividades de investigación, formación y difusión, la Escuela de Protección Civil interviene en los siguientes ámbitos:

### Riesgos en la seguridad y salud ocupacional
- Consultorías para habilitar a una empresa en la formulación de políticas, estrategias, planes, proyectos y acciones sobre seguridad y salud ocupacional considerando sus contextos operativos particulares y sus requisitos legales específicos.
- Consejería, información, educación, y comunicación para formar y desarrollar capacidades que aseguren la eficacia y eficiencia de los sistemas y estructuras corporativas del mejoramiento continúo de la salud y seguridad en el trabajo.
- Capacitación técnica en disciplinas de la seguridad y salud en el trabajo, formando y desarrollando conocimientos, competencias, actitudes y valores para el empoderamiento de las metas corporativas.

### Riesgos ambientales
La Escuela de Protección Civil desarrolla estudios de peligros ambientales y vulnerabilidades estructurales y no estructurales subyacentes, a fin de estimar los riesgos ambientales que permitan la definición de políticas, estrategias, planes, proyectos y acciones de desarrollo económico y social sostenibles. 

### Gestión de riesgos y desarrollo
La Escuela de Protección Civil forma y desarrolla capacidades para la reducción de riesgos en los ámbitos de medio ambiente, desarrollo social y en seguridad y salud ocupacional.

### Riesgos sociales
La Escuela de Protección Civil asiste a los actores privados y públicos para incorporarse en los procesos de reducción de riesgos sociales y para desarrollar acciones en la comunidad para la protección y fortalecimiento de los recursos de los medios de vida de las poblaciones que permitan establecer procesos de desarrollo económico sostenible. 